# 王洪亮
王洪亮（1985年1月14日—），男，上海人，中国职业足球运动员，司职中场，曾经入选国家青年队。

## 生平
2005年，王洪亮作为中国国青队的主力后腰，参加过当年在荷兰举行的世青赛，王洪亮在同年上海申花6-1狂胜沈阳金德的比赛中第一次亮相中超联赛。
接下来的3个赛季中，王洪亮每年都有十多次登场机会，虽然没有取得进球，可是他已成为上海申花的主力后腰。
2008年，王洪亮曾经被尤文图斯邀请去意大利试训。
2009年赛季开始之前，作为上海申花主力后腰之一的王洪亮，被球队下放到了预备队。
2010年王洪亮因为膝伤，逐渐淡出上海申花主力，该赛季仅出战9次，其中8次是替补出场。同年12月初上海申花集合，开始备战2011年赛季，但沈龙元、王洪亮和陈雷三人却始终没有接到归队通知。
2011年1月，王洪亮与陈雷一起以自由转会形式加盟深圳红钻并正式签约2年，合同到期前深足可优先续约1年。因为膝伤复发，深圳红钻未有为王洪亮注冊。二次转会前，自费手术治伤确定当年无法复出的王洪亮被深圳红钻解约，一直处于困难的失业状态。在2012年赛季前，王洪亮归队参加深圳红钻的训练,但仍因伤病未痊愈和名额有限未获主教练特鲁西埃留用。随后王洪亮加盟同是中甲球队的重庆力帆。
2012赛季二次转会，王洪亮重返上海申花。2013年2月，王洪亮再次與深圳红钻签约，成为副队长之一，没有再遭伤病纠缠的王洪亮在中甲表现自如，可惜仍无法独力挽救深圳队的冲超机会。